# Eurovision Young Dancers 2013
Der 13. Eurovision Young Dancers fand am 14. Juni 2013 in der Baltic State Opera, in Danzig in Polen statt. Ausrichter des Wettbewerbes war TVP, welcher bereits zum dritten Mal nach 1997 und 2005 Gastgeber der Veranstaltung war.
Sieger wurde der niederländische Tänzer Sedrig Verwoert mit seinen Tanz The 5th Element. Es war der bereits zweite Sieg der Niederlande im Wettbewerb, nachdem das Land zuletzt 2005 gewinnen konnte. Auf Platz 2 landete der deutsche Tänzer Felix Berning mit seinem Tanz Home.

## Austragungsort
Als Austragungsort wählte TVP die Baltic State Opera in Danzig aus. Es war das bereits dritte Mal, dass Polen Gastgeber der Veranstaltung war. Das Bühnendesign wurde 2013 von Michał Białousz entworfen.

## Format
Auftreten konnten Tänzer zwischen 15 und 21 Jahren. Es konnten allerdings lediglich Solotänzer oder Paare antreten. Insgesamt gab es zwei Runden im Finale. So treten in der ersten Runde alle Teilnehmer gegeneinander an, während eine professionelle Jury die zwei besten Teilnehmer für das Final-Duell auswählt. Dort führen die zwei Tänzer dann erneut einen Tanz vor und die Jury bestimmt dann den Sieger sowie den zweiten Platz. Die professionelle Jury bestand 2013 aus folgenden Personen:
- Nadia Espiritu
- Cameron McMillan
- Krzysztof Pastor

### Moderation
Als Moderator fungierte der polnische Moderator Tomasz Kammel. Ebenfalls gab es erstmals in der Geschichte des EYD zwei Moderatoren, die nur im Greenroom eingesetzt wurden. Diese waren Michael Nunn und William Trevitt.

## Teilnehmer

Länder, die am Final-Duell teilgenommen haben
Länder, die im Finale bereits ausgeschieden sind
Länder, die in der Vergangenheit teilgenommen haben, jedoch nicht 2013

Insgesamt nahmen 2013 zehn Länder, wie schon 2011, teil. Weißrussland gab 2013 sein Debüt im Wettbewerb, während Griechenland, der Kosovo, Kroatien und Portugal alle ihre Teilnahme absagten. Dafür kehrten allerdings Tschechien nach acht und Armenien sowie die Ukraine nach zehn Jahren zum Wettbewerb zurück.

## Finale
Das Finale fand am 14. Juni 2013 statt. Zehn Teilnehmer traten gegeneinander an, wovon sich zwei Teilnehmer für das Final-Duell qualifizierten.
| Startnr. | Land              | Teilnehmer             | Tanz Choreografie (C)                                                  | Ergebnis      |
| -------- | ----------------- | ---------------------- | ---------------------------------------------------------------------- | ------------- |
| 01       | Armenien          | Vahagn Margaryan       | Blind Alley C: Arsen Mehrabyan                                         | Ausgeschieden |
| 02       | Belarus           | Yana Shtangey          | Esmeralda variation C: Marius Petipa                                   | Ausgeschieden |
| 03       | Niederlande       | Sedrig Verwoert        | The 5th Element C: Marco Gerris                                        | Qualifiziert  |
| 04       | Schweden          | Stephanie Liekola Isla | Entrapped C: Mauro Rojas                                               | Ausgeschieden |
| 05       | Ukraine           | Nikita Vasylenko       | The Legend of Spartacus C: Tetyana Denysova                            | Ausgeschieden |
| 06       | Tschechien        | Adéla Abdul Khalegová  | Love Under Pressure C: Adéla Abdul Khalegová                           | Ausgeschieden |
| 07       | Polen (Gastgeber) | Kristóf Szabó          | My Life and Love Might Still Go on in Your Heart C: Katarzyna Kubalska | Ausgeschieden |
| 08       | Norwegen          | Julie Schartum Dokken  | Moment C: Julie Schartum Dokken                                        | Ausgeschieden |
| 09       | Slowenien         | Patricija Crnkovič     | Passion C: Dimitrij Popovski                                           | Ausgeschieden |
| 10       | Deutschland       | Felix Berning          | Home C: Felix Landerer, Felix Berning                                  | Qualifiziert  |

## Final-Duell
| Platz | Land        | Teilnehmer      | Tanz Choreografie (C)                 |
| ----- | ----------- | --------------- | ------------------------------------- |
| 1.    | Niederlande | Sedrig Verwoert | The 5th Element C: Marco Gerris       |
| 2.    | Deutschland | Felix Berning   | Home C: Felix Landerer, Felix Berning |

## Übertragung
Insgesamt elf Länder übertrugen die Veranstaltung:
| Land                      | Sender              | Zeit                |
| Teilnehmende Länder       | Teilnehmende Länder | Teilnehmende Länder |
| ------------------------- | ------------------- | ------------------- |
| Armenien                  | ARMTV               | Live                |
| Polen                     | TVP Kultura         | Live                |
| Ukraine                   | NTU                 | Live                |
| Belarus                   | BTRC                | Live                |
| Norwegen                  | NRK1                | 5 Minuten verzögert |
| Tschechien                | ČT2                 | 1 Stunde verzögert  |
| Polen                     | TVP2                | 15. Juni 2013       |
| Schweden                  | SVT 2               | 15. Juni 2013       |
| Niederlande               | NED2                | 23. Juni 2013       |
| Slowenien                 | RTVSLO2             | 30. Juni 2013       |
| Deutschland               | WDR Fernsehen       | 7. Juli 2013        |
| Nicht teilnehmende Länder |                     |                     |
| Belgien                   | VRT OP12            | 18. Juni 2013       |